# Bellandur-See
Der Bellandur-See (Kannada ಬೆಳ್ಳಂದೂರು ಕೆರೆ/ಕೊಳ/ಹಳ್ಳ) im Südosten der Stadt Bangalore gelegen bildet das größte Gewässer der Stadt. Er ist Teil des Bellandur-Bewässerungssystems, das sich im Süden und Südosten Bangalores über ein Einzugsgebiet von 148 Quadratkilometern erstreckt. Das Wasser mündet vom Bellandur-See in den östlich gelegenen Varthur Lake und gelangt von dort in das Tal des Pinakani, wo es in den Pennar mündet.
Derzeit wird der größte Teil des Abwassers von Bangalore in den See geleitet, wodurch dieser erheblich verschmutzt wird. Er wird von einem Ölfilm überzogen, der im Mai 2015 Feuer fing und stundenlang brannte.

## Geographie
Der Bellandur-See ist ein größeres Gewässer in einem der drei Haupttäler Bangalores. Er bildet einen Teil des Einzugsgebietes des Ponnaiyar.

## Flora und Fauna
Einstmals war Bellandur-See eine wichtige Wasserstelle für die Tierarten der Umgebung, darunter Eisvögel, Papageien, Holztauben, Königskobras, Rattenschlangen und Warane. Durch die Wasserverschmutzung werden sie zusehends verdrängt. Die Anlage neuer Siedlungen rund um den See wird das Problem absehbar verschärfen.